# Yan Wengang
Yan Wengang (Tianjin, 1 de julio de 1997) es un deportista chino que compite en skeleton. Participó en los Juegos Olímpicos de Pekín 2022, obteniendo una medalla de bronce en la prueba individual.

## Palmarés internacional
| Juegos Olímpicos | Juegos Olímpicos | Juegos Olímpicos  | Juegos Olímpicos |
| Año              | Lugar            | Medalla           | Prueba           |
| ---------------- | ---------------- | ----------------- | ---------------- |
| 2022             | Pekín (China)    | Medalla de bronce | Individual       |